# Oemopteryx vanduzeea
Oemopteryx vanduzeea is een steenvlieg uit de familie vroege steenvliegen (Taeniopterygidae). De wetenschappelijke naam van de soort is voor het eerst geldig gepubliceerd in 1937 door Claassen.